# Johann Jahn
Johann Martin Jahn (18. června 1750, Tasovice – 16. srpna 1816, Vídeň) byl rakouský biblista a orientalista. Působil převážně na Vídeňské univerzitě, kde přednášel Úvod do Starého zákona a orientální jazyky hebrejštinu, aramejštinu, syrštinu a arabštinu.

## Život
Narodil se v Tasovicích u Znojma 18. června 1750. Když vystudoval znojemské gymnázium, odešel studovat filozofii do Olomouce. Poté vstoupil do premonstrátského kláštera v Louce u Znojma, kde studoval teologii. Zde také přijal své řeholní jméno Martin, pod kterým se nachází např. v některých záznamech v miroslavských matrikách. V roce 1774 složil řeholní sliby a v roce 1775 byl vysvěcen na kněze. V následujících letech se podílel na pastoraci v Miroslavi a vyučoval na znojemském gymnáziu a v domovském klášteře.
V roce 1787 nastoupil do olomouckého lycea jako vyučující biblické exegeze a orientálních jazyků. Dva roky nato byl (1879) povolán do Vídně, kde vyučoval až do roku 1806. V roce 1806 byl z důvodu sporů o jeho knihy a názory odvolán z výuky a jmenován kanovníkem při katedrále sv. Štěpána ve Vídni. V této funkci pak setrval až do své smrti 16. srpna 1816.

## Dílo
Jde o autora mnoha publikací a studií z oblasti Starého zákona, biblické hermeneutiky a severozápadních semitských jazyků. Všechna svá díla vydal v době svého působení na vídeňské univerzitě a jako kanovník u sv. Štěpána. Psal obvykle německy, teprve když vyšlo nařízení o povinné výuce některých předmětů v latině, začal své texty vydávat i v tomto jazyce, i když to z pedagogického hlediska považoval za nešťastné.

### Autorství textů
(řazeno chronologicky)
- Hebräische Sprachlehre für Anfänger, Wien 1792
- Einleitung in die göttlichen Schriften des Alten Bundes, Wien 1793
- Aramäische oder chaldäische und syrische Sprachlehre für Anfänger, Wien 1793
- Biblische Archäologie, část 1., sv. 1., Wien 1796
- Arabische Sprachlehre etwas vollständiger ausgearbeitet, Wien 1796
- Biblische Archäologie, část 1., sv. 2., Wien 1797
- Chaldäische und syrische Sprachlehre, Wien 1798
- Elementarbuch der hebräischen Sprache, Wien 1799
- Biblische Archäologie, část 2., sv. 1., Wien 1800
- Chaldäische Chrestomathie, Wien 1800
- Arabische Chrestomathie, Wien 1802
- Biblische Archäologie, část 2., sv. 2., Wien 1802
- Einleitung in die göttlichen Bücher des Alten Bundes, 1. část, Wien 1802; 2. část, Wien 1803.
- Introductio in libros sacros Veteris Foederis in compendium redacta, Wien 1804
- Biblische Archäologie, část 3., Wien 1805
- Archaeologia biblica in compendium redacta, Wien 1805
- Biblia hebraica, digessit et graviores lectionum varietates adjecit Johannes Jahn, 4 sv., Wien 1806
- Grammatica linguae hebraicae, Wien 1809
- Enchiridion hermeneuticæ generalis tabularum Veteris et Novi Foederis, Wien 1812
- Appendix hermeneuticae seu exercitationes exegeticae, 1813
- Archaeologia biblica in epitomen redacta, Wien 1814
- Introductio in libros sacros Veteris Foederis in epitomen redacta, Wien 1814
- Statě otištěné v E. G. Bengel, Archiv für die Theologie und ihre neueste Literatur, Tübingen 1816: "Erklärung der Weissagungen Jesu von der Zerstörung der Stadt Jerusalem, des Tempels und des jüdischen Staates" (2/1, s. 79–144; 2/2, s. 365–392); "Beiträge zur Vertheidigung der Aechtheit des Pentateuchs" (2/3, s. 557–630; 3/1, s. 168–228; 3/3, s. 553–625)
- Nachträge zu seinen theologischen Werken, Tübingen 1821

### Východní jazyky
Jako orientalista patřil mezi významné evropské odborníky. Úzce spolupracoval se syrským arciknězem Antoniem Arydou, odborníkem na syrštinu a arabštinu. Jeho učebnice orientálních jazyků byly používány na rakouských (a českých) univerzitách ještě na přelomu 19. a 20. století.

### Biblistika
Jako biblista byl jedním z mála rakouských katolických teologů, kteří byli uznáváni a citováni i v zahraničí, především v německé oblasti a ve Velké Británii. Zasloužil se o to především pokrokovými názory ohledně autorství a povahy biblických knih, z nichž některé neváhal označit na "nehistorické" a za "poučný příběh" (např. knihy Jonáš či Jób) a zdůrazňoval, že je třeba vždy přihlížet k povaze a literárnímu druhu jednotlivých textů.
Pro potřebu výuky připravil vlastní vydání hebrejského Starého zákona (1804). To je unikátní nejen jistou pedagogickou úpravou, zjednodušením jazyka (vypuštěním přízvuků apod.) a doplněním nadpisů a úvodů, ale především pořadím knih, které respektuje (předpokládanou) dobu jejich zvyku. Nejzajímavější a unikátní je jeho přístup ke knihnám Paralipomenon, které neponechává na jednom místě jako samostatné knihy, nýbrž jejich jednotlivé pasáže synopticky připojuje na různá místa knih královských, aby čtenář měl k dispozici přehledně to, co o též události říkají Knihy královské a knihy Paralipomenon.

### Spory a odsouzení některých knih
Nesetkal se vždy s pochopením. K prvnímu střetu došlo v roce 1793, když vídeňský kardinál Migazzi Jahnovi vytkl několik tezí (konkrétně že 1) se někde až příliš odchyluje od svých předchůdců a má svérázné názory; 2) knihy Jób, Jonáš, Tóbit a Júdit jsou podle něj pouhé poučné skladby; 3) posedlost zlým duchem v Novém zákoně je podle něj v mnoha případech jen vyjádřením toho, že tito lidé byli vážně nemocní).
K druhému a vážnějšímu střetu došlo mezi ním a maďarským piaristou Janem Nepomukem Alberem. Neshoda panovala ohledně základních hermeneutických východisek. Podle Jahna pravý význam biblického textu je ukryt v textu samém a je třeba jej zjistit za pomoci zkoumání historických okolností jeho vzniku, včetně zvážení dobového způsobu vyjadřování. Alber naproti tomu tvrdil, že význam biblického textu určuje autorita církve a lze jej nalézt mj. ve spisech církevních otců. Tento koncepční spor se rozšířil na celou rakousko-uherskou říši, především však na Uhry, kde se Jahnovy spisy též používaly při výuce, a vedly nakonec k jeho odvolání z výuky a později, už po jeho smrti (1826), i k odsouzení čtyř jeho knih (Enchiridion hermeneuticae generalis, Introductio in libros veteris testamenti, Apendix hermeneuticae, Archaeologia biblica in epitomen redacta).

### Překlady Jahnových děl
Jeho spisy byly ještě za jeho života přeloženy do angličtiny pro potřeby anglosaských zemí (zejména Británie a amerického kontinentu). Jednalo se především o jeho biblickou archeologii (překládal z latinských výtahů) či o jeho dějiny hebrejského národa (součást jeho první, německé biblické archeologie) a také jeho úvody do starozákonních knih či pojednání o potřebě studia původních biblických jazyků (součást třetí, latinsky psané gramatiky hebrejštiny).